# Homalotylus balchanensis
Homalotylus balchanensis är en stekelart som beskrevs av Svetlana N. Myartseva 1981. Homalotylus balchanensis ingår i släktet Homalotylus och familjen sköldlussteklar.
Artens utbredningsområde är Turkmenistan. Inga underarter finns listade i Catalogue of Life.